# Terry Deary

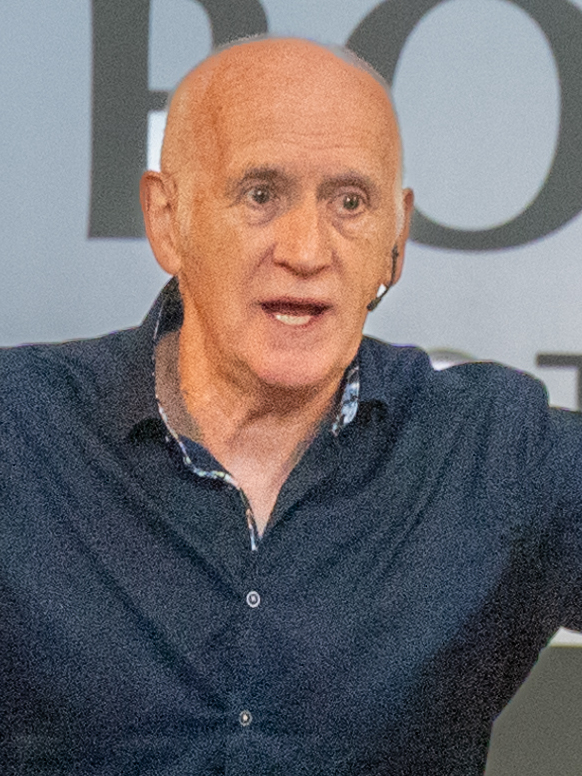
Terry Deary en el 16.º Festival del Libro de Chiswick

William Terence Deary (3 de enero de 1946, Sunderland), conocido como Terry Deary, es un autor de libros infantiles de Inglaterra. Reside en Burnhope, en el Condado de Durham.
Fue actor, director de teatro y profesor de drama. Comenzó a escribir cuando tenía 29 años. Es el autor de la serie de libros divulgativos juveniles Esa Horrible Historia. Se realizó una serie de dibujos animados a partir de estos libros, la cual fue emitida en el canal CiTV durante el año 2002. En el año 2000 recibió el Doctorado Honorífico de Educación de la Universidad de Sunderland.